# Szemely
Szemely è un comune dell'Ungheria di 487 abitanti (dati 2008) situato nella contea di Baranya, regione Transdanubio Meridionale